# Kaiserschmarrn

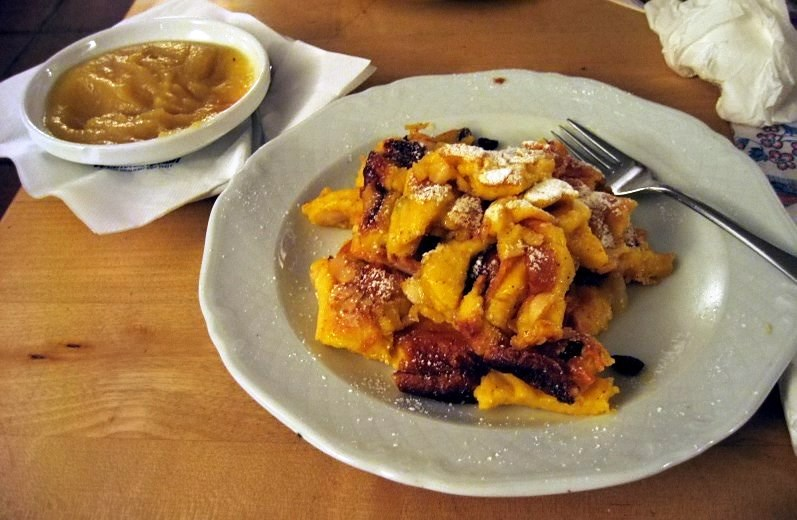
Österrikisk kaiserschmarrn.

Kaiserschmarr[e]n (tyska: kejserlig pannkaka eller kejsarröra) är ett bakverk av österrikiskt ursprung. Det är en fluffig pannkaka som serveras i strimlor och innehåller hårdvispad äggvita för att få till volymen. Pannkakorna brukar innehålla russin och serveras med olika tillbehör, såsom sylt, äppelmos eller plommonkompott. I Österrike serveras kaiserschmarrn vanligtvis med plommonkompott.

## Historik
Rätten är en utveckling från Schmarrn ("röra"), en rätt som är populär i Bayern, Schwaben och Österrike. I likhet med kaiserschmarrn kokas ingredienserna samman, varefter de skärs i strimlor.
Många berättelser finns runt den österrikiska pannkakan. En gång förirrade sig kejsar Franz Josef under en jakttur till en liten restaurang. Restaurangen drevs av en kaser (herde), som endast kunde erbjuda majestätet en primitiv spis. Kejsaren uppskattade dock högeligen anrättningen och berömde herden med att den "verkligen förtjänas att kallas Kaiserschmarrn" (kejserlig spis).
Andra historier säger att rätten vid detta tillfälle kokades samman av en bondhustru. Det kejserliga besöket ska ha skett i Alperna när kejsaren velat undfly dåligt väder.